# 星際彗星

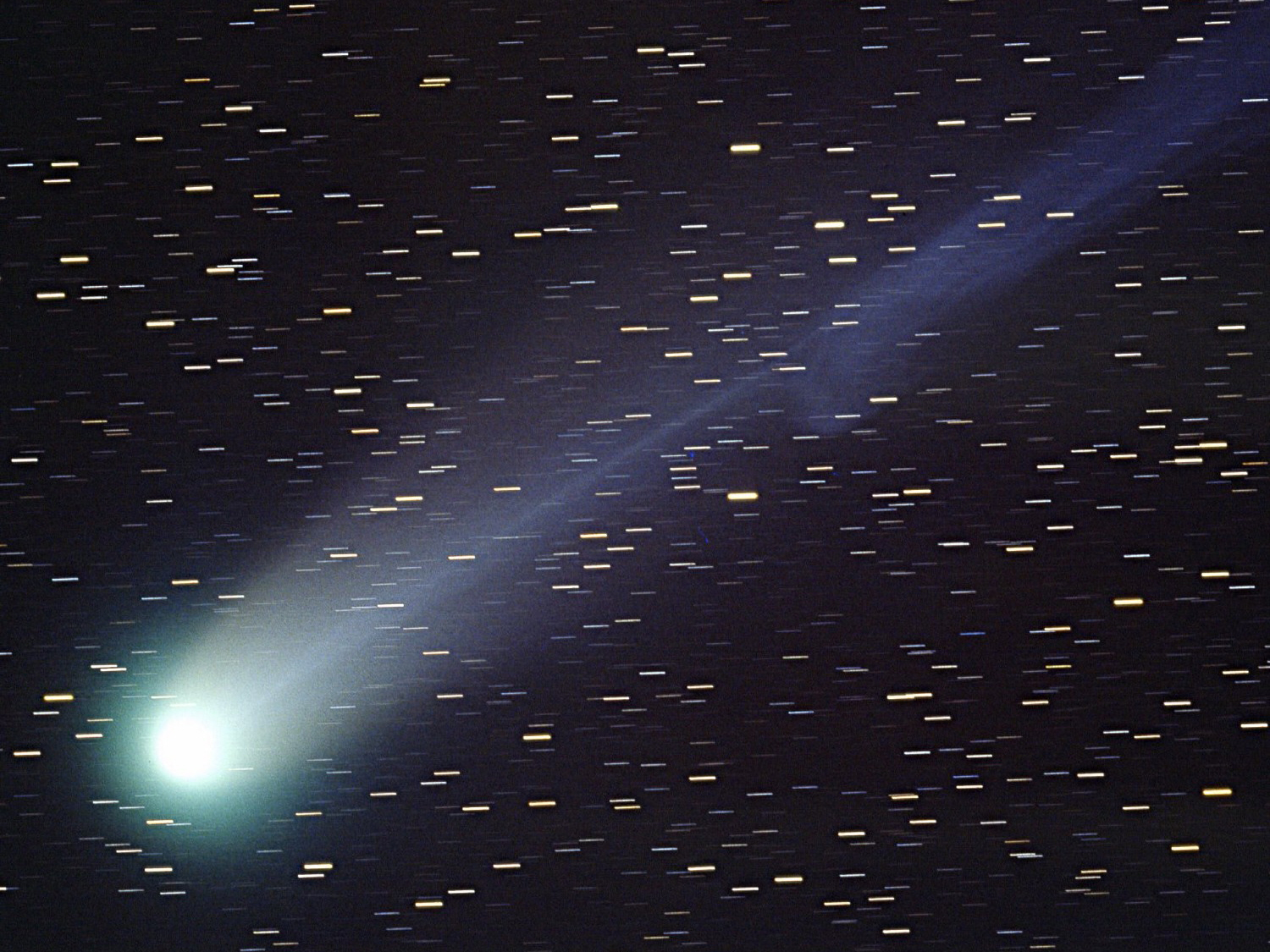
百武彗星 (C/1996 B2)（於1996年3月25日最接近地球）

星際彗星是位於星際空間中，並且不受恆星引力約束的彗星。雖然尚未查明這種天體是否普遍存在，但確實有一些是存在的：行星的引力和經過的恆星會將歐特雲中的許多彗星從太陽系散射出去，相似的過程也可能在太陽系外行星的系統中進行，因此可以期望有眾多不受恆星引力約束的彗星體。目前，對星際彗星的檢測只能從它經過太陽系時是否呈現明顯的雙曲線軌跡，才能與來自歐特雲的彗星區別開（這顯示出它不受太陽引力約束）。已經觀察到一些不明顯的雙曲線軌道彗星，但這些軌跡的彗星被認為是從鬆散的歐特雲逃逸的，不能明確指認出它們原本是來自星際空間的彗星。
當前的歐特雲形成模型表明從歐特雲逃逸進入星際空間的彗星比留在歐特雲內的還要多，其倍數從3-100，其它的模擬也認為90-99%的彗星會被拋出。沒有理由相信其它恆星的彗星不會相似的被散射。

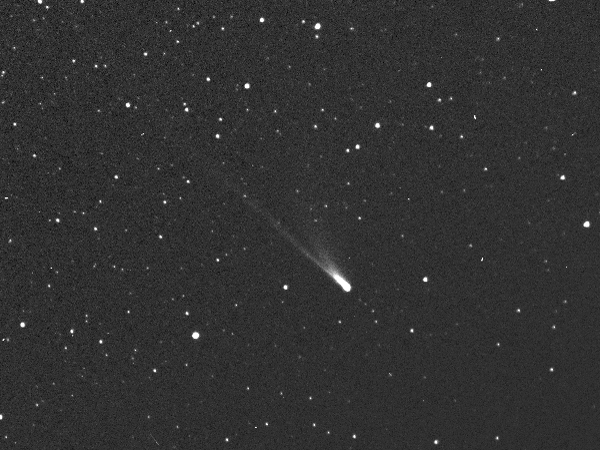
日地關係衛星-A於2007年4月觀察到的彗星梅克賀茲1 (96P/Machholz)。

如果存在著星際彗星，它們應該會經常的拜訪內太陽系。它們會以任何的速度接近太陽系，並且多數會來自武仙座的區域，因為那是太陽運動所朝向的方向。沒有彗星的速度大於太陽系的逃逸速度的事實被用來規範它們在星際空間中的密度上限。Torbett在一份論文中指出密度不會超過每立方秒差距1013顆彗星，其他的分析，來自LINEAR的資料，上限是4.5
×10−4/AU3，或每立方秒差距1012顆彗星。
在罕見的情況下，星際彗星以日心軌道通過太陽系時會被捕獲。電腦模擬顯示木星是唯一有足夠質量可以捕獲彗星的行星，並且預計是每6,000萬年發生一次。梅克賀茲一號彗星可能是這種彗星的一個例子，因為它的化學變化不同於典型的太陽系彗星。
2I/鮑里索夫彗星是第一顆被觀測到的星際彗星，由根納季·鮑里索夫於2019年8月30日發現。